# 587

## Родени
- Теодорих II, крал на франките от Меровингите († 613 г.)

## Починали
- Ишбара, каган на Тюркския каганат
- 13 август – Радегундис, кралица на франките (* 520 г.)